# 西关街道 (宝鸡市)
西关街道，是中华人民共和国陕西省宝鸡市金台区下辖的一个乡镇级行政单位。

## 行政区划
西关街道下辖以下地区：
福临堡社区、叉车厂社区、工程机械厂社区、四总队社区、西关社区、新福路东社区、新福路西社区、罗家塄村、福临堡村、太平堡村、玉涧堡村和新春村。
截止2020年下辖7个社区、4个村:
福临堡社区、宝福路社区、西关社区、新福路东社区、新福路西社区、玉涧堡社区、宝福路东社区、罗家塄村、福临堡村、太平堡村、新春村。